# ميخائيل عمار
ميخائيل عمار (بالإنجليزية: Michael Ammar)‏ هو ساحر استعراضي أمريكي، ولد في 25 يونيو 1956 في لوغان في الولايات المتحدة.

## وصلات خارجية
- الموقع الرسمي
- ميخائيل عمار على موقع IMDb (الإنجليزية)
- ميخائيل عمار على موقع قاعدة بيانات برودواي على الإنترنت (الإنجليزية)